# Greatest Hits (álbum de Snow Patrol)
Greatest Hits é um álbum de grandes êxitos da banda de rock irlandesa Snow Patrol, lançado nos Estados Unidos em 28 de maio de 2013. Ao contrário da coletânea que o grupo lançou em 2009, o álbum Up To Now, este disco não contém canções lançados antes de 2003 a partir da era Final Straw.

## Faixas
| Críticas profissionais | Críticas profissionais |
| Avaliações da crítica  | Avaliações da crítica  |
| Fonte                  | Avaliação              |
| ---------------------- | ---------------------- |
| Allmusic               | [ 4 ]                  |
| Sputnikmusic           | [ 5 ]                  |

| Greatest Hits |                                                                            |         |  |
| N.º           | Título                                                                     | Duração |  |
| 1.            | "The Lightning Strike (What If This Storm Ends?)" (A Hundred Million Suns) |         |  |
| 2.            | "Chasing Cars" (Eyes Open)                                                 |         |  |
| 3.            | "Run" (Final Straw)                                                        |         |  |
| 4.            | "Set the Fire to the Third Bar" (Eyes Open)                                |         |  |
| 5.            | "Called Out in the Dark" (Fallen Empires)                                  |         |  |
| 6.            | "Chocolate" (Final Straw)                                                  |         |  |
| 7.            | "Just Say Yes" (Up to Now)                                                 |         |  |
| 8.            | "Open Your Eyes" (Eyes Open)                                               |         |  |
| 9.            | "Shut Your Eyes" (Eyes Open)                                               |         |  |
| 10.           | "Crack the Shutters" (A Hundred Million Suns)                              |         |  |
| 11.           | "You Could Be Happy" (Eyes Open)                                           |         |  |
| 12.           | "Spitting Games" (Final Straw )                                            |         |  |
| 13.           | "Take Back the City" (A Hundred Million Suns)                              |         |  |
| 14.           | "Make This Go on Forever" (Eyes Open)                                      |         |  |

## Paradas musicais
| Paradas                        | Melhor posição |
| ------------------------------ | -------------- |
| Estados Unidos (Billboard 200) | 113            |